# Vicente Hernández Cabrera
Vicente Hernández Cabrera (Santa Cruz de Tenerife, 20 de abril de 1991) es un deportista español que compite en triatlón. Ganó una medalla de bronce en el Campeonato Europeo de Triatlón de 2014.
Participó en los Juegos Olímpicos de Río de Janeiro 2016, ocupando el 27.º lugar en la prueba masculina.

## Palmarés internacional
| Campeonato Europeo | Campeonato Europeo  | Campeonato Europeo | Campeonato Europeo |
| Año                | Lugar               | Medalla            | Prueba             |
| ------------------ | ------------------- | ------------------ | ------------------ |
| 2014               | Kitzbühel (Austria) | Medalla de bronce  | Individual         |